# For an Angel
For an Angel (englisch für „Für einen Engel“) ist ein Instrumental des deutschen DJs und Musikproduzenten Paul van Dyk. Das Stück erschien als dritte Singleauskopplung aus seinem Debütalbum 45 RPM. Größere Bekanntheit erlangte das Stück nach seiner neuaufgelegten Singleveröffentlichung im Jahr 1998 sowie der Wiederveröffentlichung im Jahr 2009.

## Entstehung und Artwork
Geschrieben und produziert wurde das Lied von Paul van Dyk selbst. Als Koproduzent stand ihm der australische Musiker Johnny Klimek zur Seite. Dieser fungierte zugleich als Toningenieur und übte seine Tätigkeiten in den Berliner Mega Studios und dem VOOV aus. Das Mastering erfolgte durch die Zusammenarbeit von Christian „VOOV“ Graupner (Pre-Mastering) und Wolfgang Ragwitz (Digital-Mastering). Das Digital-Mastering erfolgte bei Artephon Berlin. 2009 legte van Dyk das Lied neu auf und bekam dabei technische Unterstützung durch Jonas Zadow.
Auf dem Frontcover der Single ist – neben Künstlernamen und Liedtitel – die krönende Viktoria, auch bekannt als „Goldelse“, im Himmel schwebend, zu sehen. Das Artwork stammt von Martin Block. Ein alternatives Coverbild zeigt vier zentriert angeordnete Schaltknöpfe – mit den Worten „For“, „an“, „Angel“ und „Remixes“ – vor dem Hintergrund eines Himmels. Dies ist angelehnt an das Frontcover zu 45 RPM, auf dessen Schaltknöpfen die verschiedenen Geschwindigkeiten zum Abspielen von Schallplatten zu finden sind. Dieses Artwork stammt von dem Berliner Grafiker Marc Schilkowski. Das Frontcover der im Jahr 2009 neu aufgelegten Single zeigt die komplette Siegessäule bei Abend, mit großen Flügeln hinter der Viktoria. Das Artwork stammt erneut von Schilkowski. Ein alternatives Cover hierzu zeigt lediglich die Interpretenangaben und den Liedtitel, in weißer Schrift, vor einem schwarzen Hintergrund.

## Veröffentlichung und Promotion
For an Angel erschien erstmals am 4. Oktober 1994, als Teil von van Dyks Debütalbum 45 RPM. Die Veröffentlichung erfolgte bei Masterminded for Success (MFS), den Vertrieb übernahm Rough Trade Distribution. Verlegt wurde das Lied durch den BMG UFA Musikverlag und MFS.
Am 24. August 1998 erschien das Lied erstmals als Single im Vereinigten Königreich als Remix. In Deutschland folgte die Singleveröffentlichung drei Wochen später am 14. September 1998. Darüber hinaus erschienen weltweit diverse weitere Singlevariationen auf CD und Vinylplatte, die sich regional durch die Anzahl und Auswahl ihrer B-Seiten unterscheiden. Bei For an Angel handelt es sich um die dritte Singleauskopplung aus 45 RPM, die fast vier Jahre nach der Albumveröffentlichung erschien. Zuvor erschienen bereits die Singles Pumpin’ (19. September 1994) und Emergency (3. Juli 1995).
Im Zuge der Veröffentlichung von Volume – The Best Of, einem Best-of-Album von van Dyk, erschienen im Jahr 2009 neue Remixe zu For an Angel. Das Lied wurde zudem erneut als Single veröffentlicht. Diese erschien erstmals am 26. Mai 2009 als CD und Download. Wie auch der Vorgänger im Jahr 1998 erschienen weltweit diverse Ausführungen, die sich durch die Anzahl und Auswahl der B-Seiten unterscheiden. Am 12. Juni 2009 erschien der 2009er Remix als Teil von Volume – The Best Of. Diese Version erschien durch van Dyks eigenes Musiklabel Vandit Records, wurde durch Universal Music Publishing vertrieben sowie durch den Arabella Musikverlag und Sights & Sounds verlegt.
2009 führte van Dyk, gemeinsam mit dem hr-Sinfonieorchester und Paavo Järvi, eine klassische Interpretation von For an Angel auf. Die Aufführung fand im Rahmen des Music Discovery Projects in der Frankfurter Jahrhunderthalle statt.
Remixe
- 1998: For an Angel (Ashtrax Fallen Mix)
- 1998: For an Angel (Ashtrax Remould)
- 1998: For an Angel (Terry Lee Brown Jr. Remix)
- 1998: For an Angel (PvD Angel in Heaven Radio Edit)
- 1998: For an Angel (PVD E-Werk Club Mix)
- 1998: For an Angel (Way Out West Remix)
- 2008: For an Angel (Wrongun! Remix)
- 2009: For an Angel 2009 (Activa Remix)
- 2009: For an Angel 2009 (Dave Darell Remix)
- 2009: For an Angel 2009 (E-Werk Club Mix)
- 2009: For an Angel 2009 (Filo & Peri Remix)
- 2009: For an Angel 2009 (Inpetto Remix)
- 2009: For an Angel 2009 (Miika Kuisma Remix)
- 2009: For an Angel 2009 (PvD Remix '09)
- 2009: For an Angel 2009 (Radio Mix ’09)
- 2009: For an Angel 2009 (Spencer & Hill Remix)
- 2017: For an Angel (Nik Mar Rmx)
- 2020: For an Angel (Escape Mix)[15]

## Inhalt
Der Liedtitel zu For an Angel ist in englischer Sprache verfasst und bedeutet ins Deutsche übersetzt so viel wie „Für einen Engel“. Die Musik und der Text wurden eigenständig von Paul van Dyk geschrieben beziehungsweise komponiert. Musikalisch bewegt sich das Lied im Bereich der elektronischen Musik, stilistisch im Bereich des Trance. Das Tempo beträgt 138 Schläge pro Minute. Die Tonart ist G-Dur. Inhaltlich handelt es sich hierbei um ein Stück Instrumentalmusik, das im Original über eine Länge von 6:22 Minuten verfügt. Das Lied verzichtet auf klassischen Gesang, dennoch ist während des Instrumentals im Hintergrund die Stimme von Ute Lampka-Konrad zu hören.

## Musikvideos
Zu For an Angel erschienen drei offizielle Musikvideos. Das erste erschien im Jahr 1998 und wurde in der Region Riviera Maya, an der Karibikküste, im Südosten Mexikos gedreht. Dieses zeigt van Dyk, laut IMDb im „Malibu-Style“ gekleidet, an verschiedenen Standorten. Man sieht ihn unter einer Palme sitzend, stehend inmitten eines Flusses oder vor einer Art Blechhütte, beim Beobachten von Fußball spielenden Kindern. Darüber hinaus sind immer wieder kurze Einspieler mit Naturimpressionen von den Landschaftszügen, die ihn umgeben, zu sehen. Die Gesamtlänge des Videos beträgt 3:51 Minuten. Noch im gleichen Jahr erschien ein alternativer Videoclip, mit Szenen von der Loveparade aus Berlin. Premiere feierte das 3:58 Minuten lange Video im September 1998. Es entstand unter der Regie von Rob Deacon. Am 12. Mai 2009 feierte das Musikvideo zu For an Angel 2009 seine Premiere. Dieses zeigt Ausschnitte eines Auftritts von van Dyk beim Nocturnal Festival, immer wieder kurze Einspieler mit Szenen aus Los Angeles sowie zu Beginn kurze Szenen der Berliner Loveparade. Das Video ist 3:00 Minuten lang und zählte bis Mai 2023 über 57 Millionen Aufrufe bei YouTube.

## Mitwirkende
| Liedproduktion - Christian „VOOV“ Graupner: Mastering - Johnny Klimek: Koproduzent, Toningenieur - Ute Lampka-Konrad: Begleitgesang - Wolfgang Ragwitz: Mastering - Paul van Dyk: Komponist, Liedtexter, Musikproduzent - Jonas Zadow: Technische-Assistenz (2009) Visualisierung - Martin Block: Artwork (Cover 1998) - Rob Deacon: Regisseur (Musikvideo, Loveparade-Version) - Marc Schilkowski: Artwork (Cover 1998, Cover 2009) | Unternehmen - Arabella Musikverlag: Verlag (2009) - Artephon: Tonstudio - BMG UFA Musikverlag: Verlag - Mega Studios: Tonstudio - Masterminded for Success: Musiklabel, Verlag - Rough Trade Distribution: Vertrieb - Sights & Sounds: Verlag (2009) - Universal Music Publishing: Vertrieb (2009) - Vandit Records: Musiklabel (2009) - VOOV: Tonstudio |

## Rezensionen
Das deutsche Hörfunkprogramm NDR 2 kürte For an Angel, während ihres „Soundcheck Musikszene Deutschland“, zu einem der „Coolen Hits für heiße Tage“. Die Popwelle des Norddeutschen Rundfunks beschrieb das Lied als beispielhaft für van Dyks Karriere. Die Neuauflage aus dem Jahr 2009 klinge immer noch und immer wieder gut.
Während das britische DJ Magazine und die US-amerikanische Musikwebsite AllMusic das Lied als „Klassiker“ bezeichneten und All Music das Stück neben I’m Coming’ (To Take You Away) als eines von zwei „Highlights“ von 45 RPM hervorhob, bezeichnete Natalie Driever von 1 Live das Lied als eines der „bekanntesten Trance-Hymnen der 90er“.

## Kommerzieller Erfolg

### Chartplatzierungen
For an Angel erreichte in Deutschland Rang 44 der Singlecharts und konnte sich neun Wochen in den Top 100 platzieren. Die Single wurde zum ersten Charthit für van Dyk in seiner Heimat. Im Vereinigten Königreich erreichte die Single mit Rang 30 seine beste Platzierung und konnte sich 30 Wochen in den Charts platzieren. Im Vereinigten Königreich wurde For an Angel nach Beautiful Place, Forbidden Fruit und Words zum vierten Charthit für van Dyk. Bis dato konnte sich keine Single von ihm höher in den britischen Charts platzieren, zuvor war Words mit Rang 54 die bestplatzierte Single. Mit der Folgesingle Another Way/Avenue und Rang 13 wurde For an Angel jedoch zeitnah wieder abgelöst, jedoch konnte sich bis heute keine Lied von van Dyk länger in den britischen Singlecharts halten. In den britischen Dancecharts schaffte es das Lied an die Chartspitze. Darüber hinaus schaffte For an Angel auch den Sprung in die belgisch-flämischen (Rang: 45) und irischen (Rang: 26) Singlecharts.
For an Angel 2009 erreichte in den deutschen Singlecharts Rang 21 und konnte sich ebenfalls neun Wochen in den Top 100 platzieren. Damit erreichte can Dyk zum zwölften Mal die Singlecharts in Deutschland. In Österreich platzierte sich die Single sechs Wochen in den Charts und erreichte mit Rang 31 seine beste Platzierung. Bis heute konnte sich keine Single van Dyks höher oder länger in den Charts platzieren. Die Bestplatzierung zuvor erreichte Time of Our Lives mit Rang 47, die meisten Chartwochen konnten zuvor We Are Alive und Time of Our Lives mit je fünf Wochen für sich verbuchen. Im Vereinigten Königreich erreichte For an Angel 2009 Rang 68 und platzierte sich drei Wochen in den Charts. Die Single wurde zu van Dyks 13. Charthit in den britischen Singlecharts. Darüber hinaus erreichte das Lied Rang sieben der russischen Airplaycharts.
| ChartsChartplatzierungen     | Höchstplatzierung | Wochen |
| ---------------------------- | ----------------- | ------ |
| Deutschland (GfK)            | 44 (9 Wo.)        | 9      |
| Vereinigtes Königreich (OCC) | 28 (30 Wo.)       | 30     |

| ChartsChartplatzierungen     | Höchstplatzierung | Wochen |
| ---------------------------- | ----------------- | ------ |
| Deutschland (GfK)            | 21 (9 Wo.)        | 9      |
| Österreich (Ö3)              | 31 (6 Wo.)        | 6      |
| Vereinigtes Königreich (OCC) | 68 (3 Wo.)        | 3      |

### Auszeichnungen für Musikverkäufe
Am 9. Dezember 2022 wurde For an Angel mit einer Goldenen Schallplatte für über 400.000 verkaufte Einheiten im Vereinigten Königreich ausgezeichnet, nachdem die Single bereits am 21. Oktober 2016 eine Silberne Schallplatte erhielt.
| Land/Region                  | Auszeichnungen für Musikverkäufe (Land/Region, Auszeichnung, Verkäufe) | Verkäufe |
| ---------------------------- | ---------------------------------------------------------------------- | -------- |
| Vereinigtes Königreich (BPI) | Gold                                                                   | 400.000  |
| Insgesamt                    | 1× Gold ·                                                              | 400.000  |

## Coverversion von Topic, Robin Schulz, Nico Santos und Paul van Dyk

### Entstehung und Veröffentlichung
Die Musiker Topic, Robin Schulz, Nico Santos und Paul van Dyk veröffentlichten im Jahr 2022 eine Neuauflage von For an Angel. Diese trägt den Titel In Your Arms (For an Angel) und wurde um einem Liedtext erweitert. Geschrieben wurde die Neufassung von den beiden Interpreten Topic und van Dyk sowie Alexander Tidebrink (A7S). Die Produktion erfolgte durch Schulz und Topic. Das Mastering erfolgte im Berliner TrueBusyness Mastering Studio, unter der Leitung von Sascha Bühren und seiner Assistenz Laura Morina. Abgemischt wurde das Lied durch die Zusammenarbeit von A7S und Topic, die zugleich auch die Instrumente einspielten. Sie spielten unter anderem Bass, Piano, Schlagzeug, verschiedene Streichinstrumente sowie Synth-Pads. A7S zeichnete darüber hinaus für die Gesangs-Produktion verantwortlich.
Die Erstveröffentlichung erfolgte als Single am 28. Januar 2022 durch Virgin Records. Diese erschien zeitgleich als Einzeltrack in der Radioversion, als Einzeltrack in einem sogenannten Extended Mix (Extended Version) sowie als 3-Track-Single mit dem Extended Mix, der Radioversion sowie einem Instrumental. Der Vertrieb erfolgte durch Universal Music Publishing, verlegt wurde das Lied durch Sights & Sounds. Das Frontcover zeigt ein leicht bekleidetes, sich in den Armen liegendes, Pärchen. Das Artwork stammt von Matthias Löwenstein. Um das Lied zu bewerben veröffentlichte man ein Lyrikvideo am Tag der Singleveröffentlichung. Am 4. März 2022 erschien schließlich ein offizielles Musikvideo, unter der Regie von Marvin Ströter. Bis Mai 2023 zählte dieses über 1,3 Millionen Aufrufe. Am 26. Mai 2023 erschien das Lied als Teil von Santos’ dritten Studioalbum Ride, dessen zweite Singleauskopplung es ist.
Um das Lied zu bewerben, traten Nico Santos und Topic am 9. Dezember 2022 bei der 1 Live Krone auf.

### Hintergrund
Bei In Your Arms (For an Angel) handelt es sich nicht um die erste Zusammenarbeit der Künstler untereinander. Santos und Topic veröffentlichten bereits die Singles Home und Like I Love You. Home erschien Ende 2015 und erreichte Chartplatzierungen in Australien, Deutschland und Österreich, in Österreich mit Rang zehn sogar die Top 10. Die Single verkaufte sich über 470.000 Mal, erhielt jeweils Platin-Schallplatten in Australien sowie Deutschland und stellte den Durchbruch der beiden Künstler dar. Santos erreichte zuvor lediglich als Gastsänger von Mr.Da-Nos (Holding On) einen der hinteren Plätze in der Schweizer Hitparade und Topic erreichte erstmals überhaupt die Musikcharts. Mit der Anfang 2020 erschienenen Single Like I Love You erzielte das Duo Chartplatzierungen in allen D-A-CH-Staaten. Für über 215.000 verkaufte Einheiten gab es Gold in Deutschland und Österreich.
Im Jahr 2017 arbeiteten bereits Santos, Schulz und Topic zusammen. Für das dritte Studioalbum Uncovered von Schulz, schrieben sie mit weiteren Koautoren das Lied More Than a Friend, wobei Santos auch als Gastsänger in Erscheinung trat.

### Inhalt
Der Liedtext zu In Your Arms (For an Angel) ist in englischer Sprache verfasst und bedeutet ins Deutsche übersetzt so viel wie „In deinen Armen (Für einen Engel)“. Die Musik und der Text wurden gemeinsam von A7S, Topic und van Dyk geschrieben beziehungsweise komponiert. Musikalisch bewegt sich das Lied im Bereich der elektronischen Musik, stilistisch in den Bereichen des Dance-Pops und des House. Das Tempo beträgt 126 Schläge pro Minute. Die Tonart ist h-Moll. Inhaltlich geht es in dem Lied um das gegenwärtige Verliebtsein.
Aufgebaut ist das Lied auf zwei Strophen und einem Refrain. Es beginnt mit der ersten Strophe, an die sich zunächst der sogenannte „Pre-Chorus“ anschließt, ehe der eigentliche Refrain einsetzt. Mit einem sich wiederholenden „Take me in your arms“ klingt der Refrain aus („Post-Chorus“). Der gleiche Vorgang wiederholt sich mit der zweiten Strophe, wobei das Lied mit dem zweiten Post-Chorus endet, der allerdings in einer erweiterten Fassung dargeboten wird. Der Hauptgesang des Liedes stammt von Santos, Topic, Schulz und van Dyk wirken lediglich als Produzenten beziehungsweise Studiomusiker an dem Stück mit.
| „Take me in your arms. Take me in your arms. Don’t let go, no, just hold me again. Take me in your arms. ’Cause you know I feel whole on your skin. Take me in your arms.“ – Refrain, Originalauszug | „Nimm mich in deine Arme. Nimm mich in deine Arme. Lass nicht los, nein, drücke mich einfach nochmal. Nimm mich in deine Arme. Denn du weißt, dass ich mich heil auf deiner Haut fühle. Nimm mich in deine Arme.“ – Refrain, Übersetzung |

### Mitwirkende
| Liedproduktion - Sascha Bühren: Mastering - Laura Morina: Mastering-Assistenz - Nico Santos: Gesang - Robin Schulz: Musikproduzent - Alexander Tidebrink (A7S): Abmischung, Bass, Komponist, Liedtexter, Musikproduzent (Gesang), Piano, Schlagzeug, Streichinstrumente, Synth-Pads - Tobias Topic: Abmischung, Bass, Komponist, Liedtexter, Musikproduzent, Piano, Schlagzeug, Streichinstrumente, Synth-Pads - Paul van Dyk: Komponist, Liedtexter | Visualisierung - Matthias Löwenstein: Artwork (Cover) Unternehmen - Season Zero: Artwork (Cover) - Sights & Sounds: Verlag - Universal Music Publishing: Vertrieb - TrueBusyness Mastering: Tonstudio - Virgin Records: Musiklabel |

### Rezensionen
Natalie Driever von 1 Live beschrieb In Your Arms (For an Angel) als „extrem stimmungsvolle Dance-Pop-Nummer“.

### Kommerzieller Erfolg

#### Chartplatzierungen
In Your Arms (For an Angel) erreichte in Deutschland Rang 36 der Singlecharts und platzierte sich 16 Wochen in den Top 100. In den Airplaycharts erreichte das Lied in der 17. Kalenderwoche die Chartspitze. Darüber hinaus platzierte sich die Single auf Rang zwei in den Downloadcharts, wo sie sich lediglich Vorbei (Pietro Lombardi) geschlagen geben musste, Rang neun der Dancecharts sowie Rang 50 der Streamingcharts. 2022 belegte das Lied Rang zwölf der deutschen Airplay-Jahrescharts. In der Schweiz platzierte sich das Lied eine Woche in den Charts und erreichte dabei Rang 61.
Topic erreichte als Produzent mit In Your Arms (For an Angel) zum 23. Mal die deutschen Singlecharts als Produzent sowie zum zehnten Mal in der Schweiz. In seiner Autorentätigkeit ist es sein 15. Charthit in Deutschland und der achte in der Schweiz. Als Interpret erreichte er zum 13. Mal die Singlecharts in Deutschland sowie zum siebten Mal in der Schweiz. In den deutschen Airplaycharts ist es nach Home, Breaking Me und Your Love (9PM) sein vierter Nummer-eins-Hit. Schulz platzierte sich als Interpret je zum 24. Mal in den deutschen und Schweizer Singlecharts. Als Produzent erreichte er mit In Your Arms (For an Angel) zum 21. Mal die Singlecharts in Deutschland, in der Schweiz ist es sein 20. Charterfolg. In den Airplaycharts erreichte er bereits zum 14. Mal die Spitzenposition. Für Van Dyk ist es in allen Funktionen sein 14. Charthit in Deutschland und sein fünfter in der Schweiz. In Deutschland platzierte sich erstmals nach über zwölf Jahren wieder eine Single von ihm in den Charts, zuletzt gelang ihm ein Charteinstieg im Jahr 2009 mit Home. Die Schweizer Hitparade erreichte er erstmals nach über 18 Jahren wieder, hier stieg letztmals die Single Time of Our Lives / Connected im Jahr 2003 in die Charts ein. Santos platzierte sich als Interpret zum 14. Mal in den deutschen Singlecharts sowie zum neunten Mal in der Schweiz. In den Airplaycharts ist es sein sechster Nummer-eins-Erfolg. Für A7S als Autor ist In Your Arms (For an Angel) der sechste Charterfolg in Deutschland und der fünfte in der Schweiz.
| ChartsChartplatzierungen | Höchstplatzierung | Wochen |
| ------------------------ | ----------------- | ------ |
| Deutschland (GfK)        | 36 (16 Wo.)       | 16     |
| Schweiz (IFPI)           | 61 (1 Wo.)        | 1      |

#### Auszeichnungen für Musikverkäufe
Am 21. Februar 2023 wurde In Your Arms (For an Angel) in Österreich mit einer Goldenen Schallplatte für über 15.000 verkaufte Einheiten ausgezeichnet. Für van Dyk war dies die erste Plattenauszeichnung in seiner Karriere in Österreich.
| Land/Region       | Auszeichnungen für Musikverkäufe (Land/Region, Auszeichnung, Verkäufe) | Verkäufe |
| ----------------- | ---------------------------------------------------------------------- | -------- |
| Brasilien (PMB)   | Gold                                                                   | 20.000   |
| Österreich (IFPI) | Gold                                                                   | 15.000   |
| Insgesamt         | 2× Gold ·                                                              | 35.000   |